# Rodrigo Pacheco Méndez
Rodrigo Pacheco Méndez (ur. 25 kwietnia 2005 w Méridzie) – meksykański tenisista.

## Kariera tenisowa
W 2021 zadebiutował w cyklu ITF Men’s Circuit, a w 2022 w turnieju głównym ATP Challenger Tour. W tym samym roku, dzięki dzikiej karcie, zagrał pierwszy mecz w cyklu ATP Tour podczas Los Cabos Open 2022. W turnieju gry pojedynczej przegrał w pierwszej rundzie z Rinkym Hijikatą. W 2023 ponownie otrzymał dziką kartę, tym razem na turniej Mexican Open 2023, w którym odpadł w pierwszej rundzie po porażce z późniejszym triumfatorem Alexem de Minaurem.
Startując w rozgrywkach juniorów, Rodrigo Pacheco Méndez w 2023 roku zwyciężył w French Open w grze podwójnej chłopców, grając w parze z Jarosławem Deminem.  W finale pokonali Włochów Lorenza Sciahbasiego i Gabriele Vulpittę.
W rankingu gry pojedynczej najwyżej był na 878. miejscu (24 kwietnia 2023), a w zestawieniu gry podwójnej na 1062. pozycji (8 sierpnia 2022).

### Finały juniorskich turniejów wielkoszlemowych

#### Gra podwójna (1–0)
| Końcowy wynik | Nr | Data            | Turniej            | Nawierzchnia | Partner        | Przeciwnicy                         | Wynik finału |
| ------------- | -- | --------------- | ------------------ | ------------ | -------------- | ----------------------------------- | ------------ |
| Zwycięzca     | 1. | 10 czerwca 2023 | French Open, Paryż | Ceglana      | Jarosław Demin | Lorenzo Sciahbasi Gabriele Vulpitta | 6:2, 6:3     |